# NGC 6315
NGC 6315 је спирална галаксија у сазвежђу Херкул која се налази на NGC листи објеката дубоког неба.
Деклинација објекта је + 23° 13' 25" а ректасцензија 17h 12m 46,0s. Привидна величина (магнитуда) објекта NGC 6315 износи 13,5 а фотографска магнитуда 14,2. NGC 6315 је још познат и под ознакама MCG 4-40-23, CGCG 139-45, PGC 59843.